# Michel Ragon

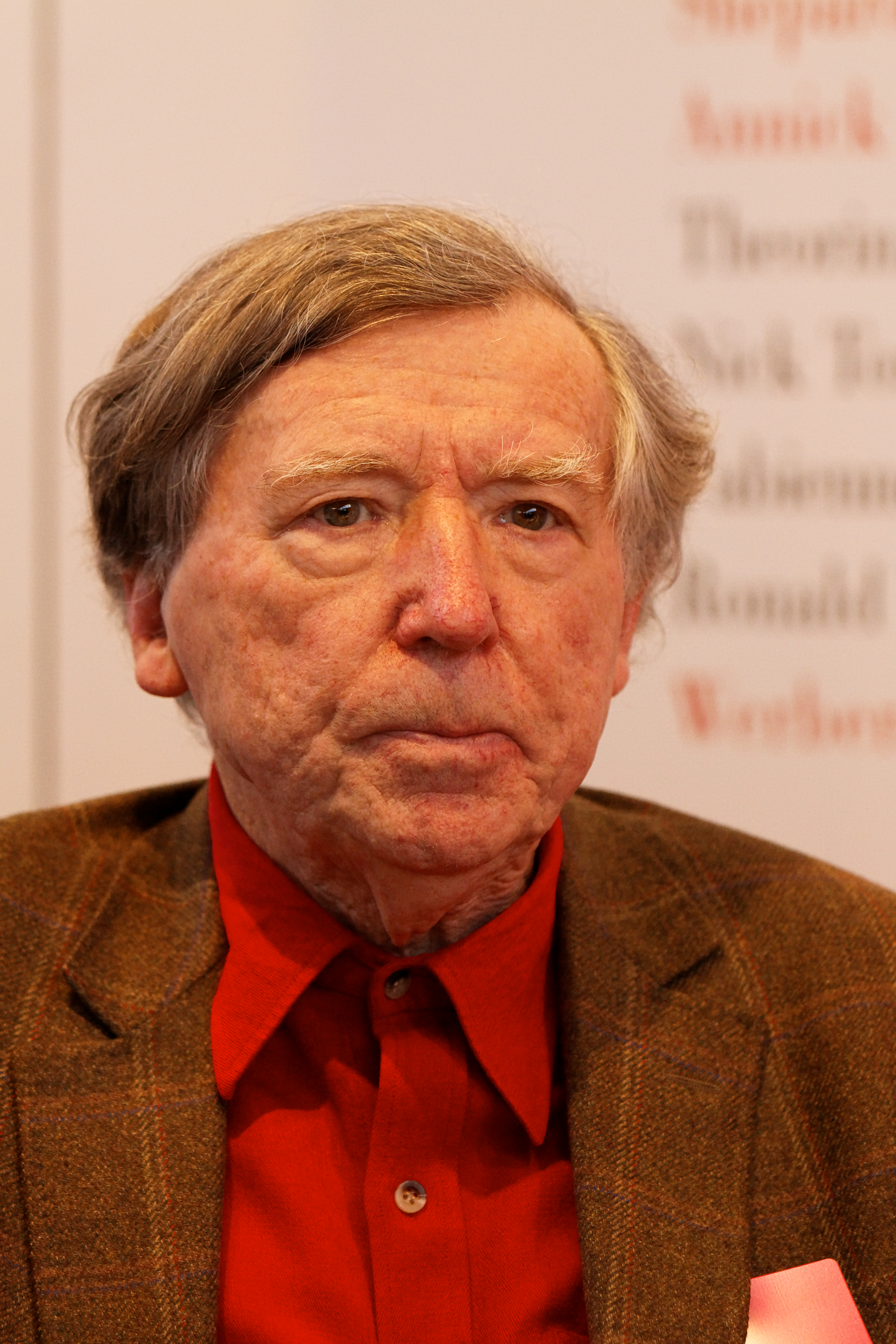
Michel Ragon (2011)

Michel Ragon (* 24. Juni 1924 in Marseille; † 14. Februar 2020) war ein französischer Schriftsteller und Kunstkritiker. Seine Hauptinteressen galten der Arbeiterliteratur und der Geschichte des Anarchismus.

## Leben
Michel Ragon stammte aus einer bäuerlichen Familie der Vendée. Sein Vater verstarb, als Ragon 8 Jahre alt war. Er verbrachte seine Kindheit in ärmlichen Verhältnissen in Fontenay-le-Comte und kam im Alter von 14 Jahren nach Nantes, wo er als Laufbursche zu arbeiten begann. Die Arbeit seiner Mutter als Hausbesorgerin einer Wohnung mit einer reichhaltigen Bibliothek ermöglichte ihm das Eintauchen in die Welt der Literatur. Ende 1943 verfasste er ein Traktat gegen die deutsche Besatzung, wurde daraufhin von der Gestapo gesucht und tauchte in der Vendée unter, bevor er 1944 nach Nantes zurückkehrte.
1945 zog er nach Paris und verdingte sich in verschiedenen prekären Berufen, bevor er zwischen 1954 und 1964 einen Bücherstand an den Ufern der Seine betrieb. Neben seinen Erwerbstätigkeiten veröffentlichte er Gedichte und Romane. Als Autodidakt konnte er nur einen Grundschulabschluss vorweisen, wurde aber 1970 als Gastprofessor an die Universität Montreal berufen und wurde später Literaturprofessor an der École nationale supérieure des arts décoratifs. 1975 wurde er – mit über 50 Jahren – an der Sorbonne promoviert. Seine Beziehungen zur Kunstszene in Paris führten zu seiner Entwicklung und Bedeutung als Kritiker der modernen Kunst seiner Zeit. Ragon pflegte auch Kontakte zu deutschen Künstlern und zum Beispiel zur Galerie 22 von Jean-Pierre Wilhelm in Düsseldorf.
Ragon blieb seiner Herkunftsregion sowie der anarchistischen Einstellung seiner Familie verbunden. Er befreundete sich 1962 mit Louis Lecoin, später mit Maurice Joyeux, André Breton, Félix Fénéon, Jean Dubuffet, Noam Chomsky, John Cage, Daniel Cohn-Bendit, Georges Brassens, Léo Ferré und Albert Camus.
Michel Ragon war in Frankreich bereits als Kunst- und Architekturkritiker bekannt, bevor er Anfang der 1980er Jahre als Romancier Bekanntheit erreichte. Als Kunstkritiker stützte er die Avantgarde, in den strukturierten und leicht zugänglichen Geschichtsromanen knüpfte er hingegen an die Tradition des realistisch-naturalistischen Erzählens an. Seine literarischen Texte waren oft mit autobiographischen Bezügen versehen.
Sein bekanntester Roman Die roten Tücher von Cholet thematisierte den Massenmord an der aufständischen Bevölkerung der Vendée während der französischen Revolution. In Das Gedächtnis der Besiegten erinnerte Ragon an die Kämpfe vergessener und unterworfener Sozialbewegungen Frankreichs.
Er gewann verschiedene Literaturpreise und war Ehrenpräsident der Société Octave Mirbeau. Die Mittelschule in Saint-Hilaire-de-Loulay wurde nach ihm benannt.
Sein Buch L’accent de ma mère. Une mémoire vendéenne fand Aufnahme in der Reihe Terre humaine. Am 14. Februar 2020 starb Michel Ragon im Alter von 95 Jahren.

## Werke (Auswahl)
Belletristik
- Das Gedächtnis der Besiegten. Roman (La mémoire de vaincus, 1990). Edition AV, Lich/Hessen 2006, ISBN 978-3-936049-66-4.
- Un amour de Jeanne. Roman. Albin Michel, Paris 2003, ISBN 2-226-13596-0.
- La ferme d’en-haut. Roman. Albin Michel, Paris 2005, ISBN 2-226-15966-5.
- Le roman de Rabelais. Roman. Albin Michel, Paris 1994, ISBN 2-226-06731-0.
- Die roten Tücher von Cholet. Roman (Les mouchoirs rouges de Cholet, 1987). dtv, München 1989, ISBN 3-423-11066-X.
- Der Müßiggänger. (Drôles de métiers, Paris 1953) Nannen, Hamburg 1962

Sachbücher
- Du côté de l'art brut Albin Michel, Paris 1996, ISBN 2-226-08791-5
- Georges & Louise. Der Vendeer und die Anarchistin („Georges & Louise“, 2005). Edition AV, Lich 2008, ISBN 978-3-86841-001-3
- Gustave Courbet. Fayard, Paris 2004, ISBN 2-213-61500-4
- Gérard Schneider. Expressions Contemporaines, Paris 1998, ISBN 9782909166032 (Bildband, in Frz.)
- Dictionnaire de l’Anarchie. Albin Michel, Paris 2008, ISBN 978-2-226-18698-0